# Премия журнала Empire (2018)
23-я церемония вручения наград премии «Империя» за заслуги в области кинематографа за 2017 год состоялась 18 марта 2018 года в театре Roundhouse (Лондон, Великобритания). Номинанты в 22-х категориях были объявлены 18 января 2018 года.

## Список лауреатов и номинантов
• Лауреаты выделены отдельным цветом. 
| Категории                                                     | Номинанты                                                                                |
| ------------------------------------------------------------- | ---------------------------------------------------------------------------------------- |
| Лучший фильм                                                  | • Звёздные войны: Последние джедаи / Star Wars: The Last Jedi                            |
| Лучший фильм                                                  | • Прочь / Get Out                                                                        |
| Лучший фильм                                                  | • Зови меня своим именем / Call Me by Your Name                                          |
| Лучший фильм                                                  | • Тор: Рагнарёк / Thor: Ragnarok                                                         |
| Лучший фильм                                                  | • Чудо-женщина / Wonder Woman                                                            |
| Лучший британский фильм                                       | • Божья земля / God's Own Country                                                        |
| Лучший британский фильм                                       | • Смерть Сталина / The Death of Stalin                                                   |
| Лучший британский фильм                                       | • Дюнкерк / Dunkirk                                                                      |
| Лучший британский фильм                                       | • Тёмные времена / Darkest Hour                                                          |
| Лучший британский фильм                                       | • Приключения Паддингтона 2 / Paddington 2                                               |
| Лучшая комедия                                                | • Смерть Сталина / The Death of Stalin                                                   |
| Лучшая комедия                                                | • Тони Эрдманн / Toni Erdmann                                                            |
| Лучшая комедия                                                | • Любовь — болезнь / The Big Sick                                                        |
| Лучшая комедия                                                | • Горе-творец / The Disaster Artist                                                      |
| Лучшая комедия                                                | • Улётные девочки / Girls Trip                                                           |
| Лучший фильм ужасов                                           | • Прочь / Get Out                                                                        |
| Лучший фильм ужасов                                           | • мама! / mother!                                                                        |
| Лучший фильм ужасов                                           | • Демон внутри / The Autopsy of Jane Doe                                                 |
| Лучший фильм ужасов                                           | • Оно / It                                                                               |
| Лучший фильм ужасов                                           | • Сплит / Split                                                                          |
| Лучший научно-фантастический фильм или фэнтези                | • Чудо-женщина / Wonder Woman                                                            |
| Лучший научно-фантастический фильм или фэнтези                | • Логан / Logan                                                                          |
| Лучший научно-фантастический фильм или фэнтези                | • Звёздные войны: Последние джедаи / Star Wars: The Last Jedi                            |
| Лучший научно-фантастический фильм или фэнтези                | • Тор: Рагнарёк / Thor: Ragnarok                                                         |
| Лучший научно-фантастический фильм или фэнтези                | • Бегущий по лезвию 2049 / Blade Runner 2049                                             |
| Лучший триллер                                                | • Kingsman: Золотое кольцо / Kingsman: The Golden Circle                                 |
| Лучший триллер                                                | • Малыш на драйве / Baby Driver                                                          |
| Лучший триллер                                                | • Джон Уик 2 / John Wick: Chapter 2                                                      |
| Лучший триллер                                                | • Служанка / 아가씨                                                                      |
| Лучший триллер                                                | • Три билборда на границе Эббинга, Миссури / Three Billboards Outside Ebbing, Missouri   |
| Лучший анимационный фильм                                     | • Тайна Коко / Coco                                                                      |
| Лучший анимационный фильм                                     | • Лего Фильм: Бэтмен / The Lego Batman Movie                                             |
| Лучший анимационный фильм                                     | • Жизнь Кабачка / Ma vie de Courgette                                                    |
| Лучший анимационный фильм                                     | • Красная черепаха / La Tortue rouge                                                     |
| Лучший анимационный фильм                                     | • Капитан Подштанник: Первый эпический фильм / Captain Underpants: The First Epic Movie  |
| Лучший документальный фильм (Best Documentary)                | • Я вам не негр / I Am Not Your Negro                                                    |
| Лучший документальный фильм (Best Documentary)                | • Я называла его Морган / I Called Him Morgan                                            |
| Лучший документальный фильм (Best Documentary)                | • Город призраков / City of Ghosts                                                       |
| Лучший документальный фильм (Best Documentary)                | • Неудобная планета / An Inconvenient Sequel                                             |
| Лучший документальный фильм (Best Documentary)                | • Джим и Энди: Другой мир / Jim & Andy: The Great Beyond                                 |
| Лучший актёр                                                  | • Хью Джекман — «Логан» (за роль Логана / Икс-24)                                        |
| Лучший актёр                                                  | • Джон Бойега — «Звёздные войны: Последние джедаи» (за роль Финна)                       |
| Лучший актёр                                                  | • Энди Сёркис — «Планета обезьян: Война» (за роль Цезаря)                                |
| Лучший актёр                                                  | • Арми Хаммер — «Зови меня своим именем» (за роль Оливера)                               |
| Лучший актёр                                                  | • Гэри Олдмен — «Тёмные времена» (за роль Уинстона Черчилля)                             |
| Лучшая актриса                                                | • Дейзи Ридли — «Звёздные войны: Последние джедаи» (за роль Рей)                         |
| Лучшая актриса                                                | • Галь Гадот — «Чудо-женщина» (за роль Дианы Принс / Чудо-женщины)                       |
| Лучшая актриса                                                | • Фрэнсис Макдорманд — «Три билборда на границе Эббинга, Миссури» (за роль Милдред Хейз) |
| Лучшая актриса                                                | • Тиффани Хэддиш — «Улётные девочки» (за роль Дины)                                      |
| Лучшая актриса                                                | • Эмма Уотсон — «Красавица и чудовище» (за роль Белль)                                   |
| Мужской дебют                                                 | • Джош О’Коннор — «Божья земля»                                                          |
| Мужской дебют                                                 | • Финн Уайтхед — «Дюнкерк»                                                               |
| Мужской дебют                                                 | • Энсел Эльгорт — «Малыш на драйве»                                                      |
| Мужской дебют                                                 | • Дэниел Калуя — «Прочь»                                                                 |
| Мужской дебют                                                 | • Тимоти Шаламе — «Зови меня своим именем»                                               |
| Женский дебют                                                 | • Дафни Кин — «Логан» (за роль Лоры / Икс-23)                                            |
| Женский дебют                                                 | • Эмили Бичем — «Дафна» (англ.)                                                          |
| Женский дебют                                                 | • Флоренс Пью — «Леди Макбет»                                                            |
| Женский дебют                                                 | • Тесса Томпсон — «Тор: Рагнарёк» (за роль Валькирии)                                    |
| Женский дебют                                                 | • Келли Мари Трэн — «Звёздные войны: Последние джедаи»                                   |
| Лучший режиссёр                                               | • Райан Джонсон — «Звёздные войны: Последние джедаи»                                     |
| Лучший режиссёр                                               | • Эдгар Райт — «Малыш на драйве»                                                         |
| Лучший режиссёр                                               | • Джордан Пил — «Прочь»                                                                  |
| Лучший режиссёр                                               | • Пэтти Дженкинс — «Чудо-женщина»                                                        |
| Лучший режиссёр                                               | • Тайка Вайтити — «Тор: Рагнарёк»                                                        |
| Лучший сценарий                                               | • «Прочь»                                                                                |
| Лучший сценарий                                               | • «Божья земля»                                                                          |
| Лучший сценарий                                               | • «Зови меня своим именем»                                                               |
| Лучший сценарий                                               | • «Смерть Сталина»                                                                       |
| Лучший сценарий                                               | • «Три билборда на границе Эббинга, Миссури»                                             |
| Лучший саундтрек                                              | • «Малыш на драйве»                                                                      |
| Лучший саундтрек                                              | • «Стражи Галактики. Часть 2»                                                            |
| Лучший саундтрек                                              | • «Удача Логана»                                                                         |
| Лучший саундтрек                                              | • «Красавица и чудовище»                                                                 |
| Лучший саундтрек                                              | • «Зови меня своим именем»                                                               |
| Лучшая работа художника-постановщика (Best Production Design) | • «Малыш на драйве»                                                                      |
| Лучшая работа художника-постановщика (Best Production Design) | • «Дюнкерк»                                                                              |
| Лучшая работа художника-постановщика (Best Production Design) | • «Стражи Галактики. Часть 2»                                                            |
| Лучшая работа художника-постановщика (Best Production Design) | • «Тор: Рагнарёк»                                                                        |
| Лучшая работа художника-постановщика (Best Production Design) | • «Звёздные войны: Последние джедаи»                                                     |
| Лучший дизайн костюмов                                        | • «Звёздные войны: Последние джедаи»                                                     |
| Лучший дизайн костюмов                                        | • «Величайший шоумен»                                                                    |
| Лучший дизайн костюмов                                        | • «Смерть Сталина»                                                                       |
| Лучший дизайн костюмов                                        | • «Стражи Галактики. Часть 2»                                                            |
| Лучший дизайн костюмов                                        | • «Тор: Рагнарёк»                                                                        |
| Лучший грим и причёски                                        | • «Красавица и чудовище»                                                                 |
| Лучший грим и причёски                                        | • «Убийство в „Восточном экспрессе“»                                                     |
| Лучший грим и причёски                                        | • «Величайший шоумен»                                                                    |
| Лучший грим и причёски                                        | • «Тор: Рагнарёк»                                                                        |
| Лучший грим и причёски                                        | • «Призрак в доспехах»                                                                   |
| Лучшие визуальные эффекты                                     | • «Звёздные войны: Последние джедаи»                                                     |
| Лучшие визуальные эффекты                                     | • «Стражи Галактики. Часть 2»                                                            |
| Лучшие визуальные эффекты                                     | • «Планета обезьян: Война»                                                               |
| Лучшие визуальные эффекты                                     | • «Тор: Рагнарёк»                                                                        |
| Лучшие визуальные эффекты                                     | • «Призрак в доспехах»                                                                   |
| Лучший телесериал (Best TV Series)                            | • Корона / The Crown                                                                     |
| Лучший телесериал (Best TV Series)                            | • Рассказ служанки / The Handmaid's Tale                                                 |
| Лучший телесериал (Best TV Series)                            | • Большая маленькая ложь / Big Little Lies                                               |
| Лучший телесериал (Best TV Series)                            | • Твин Пикс / Twin Peaks: A Limited Event Series                                         |
| Лучший телесериал (Best TV Series)                            | • Очень странные дела (2-й сезон) / Stranger Things 2                                    |
| Лучший актёр в телесериале                                    | • Джейсон Айзекс — «Звёздный путь: Дискавери» (за роль капитана Гэбриэля Лорки)          |
| Лучший актёр в телесериале                                    | • Александр Скарсгард — «Большая маленькая ложь» (за роль Перри Райта)                   |
| Лучший актёр в телесериале                                    | • Кайл Маклахлен — «Твин Пикс» (за роль Дейла Купера / Даги Джонса)                      |
| Лучший актёр в телесериале                                    | • Мэтт Смит — «Корона» (за роль Филиппа, герцога Эдинбургского)                          |
| Лучший актёр в телесериале                                    | • Дэн Стивенс — «Легион» (за роль Дэвида Хэллера)                                        |
| Лучшая актриса в телесериале                                  | • Николь Кидман — «Большая маленькая ложь» (за роль Селесты Райт)                        |
| Лучшая актриса в телесериале                                  | • Клэр Фой — «Корона» (за роль Елизаветы II)                                             |
| Лучшая актриса в телесериале                                  | • Риз Уизерспун — «Большая маленькая ложь» (за роль Мадлен Марты Маккензи)               |
| Лучшая актриса в телесериале                                  | • Элизабет Мосс — «Рассказ служанки» (за роль Джун Осборн)                               |
| Лучшая актриса в телесериале                                  | • Милли Бобби Браун — «Очень странные дела» (2-й сезон) (за роль «Одиннадцать»)          |
| Вдохновение премии «Империя»                                  | • Амма Асанте (англ.)                                                                    |
| Empire Legend                                                 | • Стивен Спилберг                                                                        |
| Empire Icon                                                   | • Марк Хэмилл                                                                            |
| Empire Visionary Award                                        | • Эдгар Райт                                                                             |